# Wiedemannia debilis
Wiedemannia debilis är en tvåvingeart som beskrevs av Collin 1961. Wiedemannia debilis ingår i släktet Wiedemannia och familjen dansflugor. Inga underarter finns listade i Catalogue of Life.